# Alvin Karpis
Alvin Francis Karpis (née Albin Francis Karpavičius; 10 de agosto de 1907 – 26 de agosto de 1979), um gângster da era da Depressão apelidado de "Creepy" por seu sorriso sinistro e chamado de "Ray" por seus membros de gangue, era um canadense nascido (naturalizado Americano) criminoso de ascendência lituana conhecido por ser um líder da gangue Barker-Karpis na década de 1930. 
Karpis liderou a gangue junto com Fred Barker e Arthur "Doc" Barker. Havia apenas quatro "inimigos públicos" que receberam o título de "Inimigo Público #1" pelo FBI e ele foi o único a ser capturado vivo. Os outros três, Pretty Boy Floyd e Baby Face Nelson foram todos mortos antes de serem capturados.
Ele também passou o maior tempo como prisioneiro federal na Penitenciária Federal de Alcatraz, cumprindo vinte e seis anos.